# Dead Man Down
Dead Man Down is een Amerikaanse neo-noir misdaadfilm uit 2013 in een regie van Niels Arden Oplev. Het script werd geschreven door J.H. Wyman. Hoofdrollen worden gespeeld door Colin Farrell, Noomi Rapace, Dominic Cooper en Terrence Howard.

## Verhaal
Victor is bijna twee jaar lid van een criminele bende onder leiding van Alphonse. Op een dag wordt het lijk van een van hun leden in een vriezer gevonden met daarbij een stukje foto en een tekst. Deze tekst wijst er op dat een rivaliserende Jamaicaanse bende verantwoordelijk is. Alphonse en zijn mannen doen een inval en roeien de Jamaicaanse bende uit. Wanneer Alphonse daarbij vast komt te zitten in een vuurgevecht, wordt hij gered door Victor.
Overbuurvrouw Beatrice ziet op een avond hoe Victor in zijn appartement een man vermoordt. Ze neemt dit op met haar gsm en chanteert Victor. Zij werd ooit aangereden door een dronken bestuurder waardoor haar gezicht gedeeltelijk verminkt is. Nu staart iedereen haar aan en wordt ze gepest. De bestuurder heeft slechts enkele maanden in de gevangenis gezeten en zij heeft geen enkele vorm van schadevergoeding gekregen. Beatrice wil dat Victor de bestuurder vermoordt. Indien hij weigert, zal ze de opname aan de politie bezorgen.
Niet veel later bekent Victor aan Beatrice dat hij geen huurmoordenaar is, maar geïnfiltreerd is in de bende. Zijn familie werd door de bende van Alphonse twee jaar geleden vermoord. Daarbij kwamen zijn vrouw en kind om. Victor werd voor dood achtergelaten. Nu wil hij de bende van Alphonse uitroeien. Daarbij tapt hij gsm-gesprekken af en zorgt hij voor valse bewijzen zodat het lijkt dat Alphonse wordt aangevallen door rivaliserende bendes. Hij vertrouwt Beatrice ook toe dat Victor een schuilnaam is en hij in werkelijkheid Lazlow Kerrick heet.
Victor laat Beatrice vermoeden dat hij de bestuurder heeft vermoord. Later stuurt hij haar een brief met melding dat hij wellicht zal sterven in de aanslag op Alphonse en dat hij de bestuurder slechts zwaar heeft verwond. Beatrice moest van Victor eerder een filmpje opsturen naar de Albanese bende, maar heeft dat niet gedaan. Daardoor valt het plan van Victor in duigen en zullen beide bendes niet samenkomen op de locatie die Victor vol met explosieven heeft gezet.
Ondertussen is Darcy, lid van de bende van Alphonse, een eigen onderzoek gestart naar hun aanvaller. Zijn zoektocht stopt aan het graf van de familie Kerrick. Omdat hij op een dag denkt dat Victor iets is overkomen, breekt hij in zijn appartement in. Daar vindt hij alle bewijzen dat Victor de dader is. Hij neemt Beatrice in gijzeling en informeert Alphonse. Het is nu aan Victor om de bende van Alphonse volledig uit te moorden en om Beatrice te redden. 

## Rolverdeling
| Acteur               | Personage                  |
| -------------------- | -------------------------- |
| Colin Farrell        | Victor/Lazlow Kerrick      |
| Noomi Rapace         | Beatrice Louzon            |
| Dominic Cooper       | Darcy                      |
| Terrence Howard      | Alphonse Hoyt              |
| Isabelle Huppert     | moeder van Beatrice Louzon |
| Luis Da Silva        | Terry                      |
| Wade Barrett         | Kilroy                     |
| Franky G             | Luco                       |
| Declan Mulvey        | Goff                       |
| John Cenatiempo      | Charles                    |
| Roy James Wilson     | Blotto                     |
| Stephen Hill         | Roland                     |
| Aaron Vexler         | Paul                       |
| James Biberi         | Ilir                       |
| F. Murray Abraham    | Gregor                     |
| Andrew Stewart-Jones | Harry                      |
| William Zielinski    | Alex                       |
| Armand Assante       | Lon Gordon                 |